# Cryptocentrus fasciatus
Cryptocentrus fasciatus — вид риб з родини бичкових (Gobiidae). Ареал полягає в Індо-Вест-Пацифіці від західної Африки до Меланезії і Великого бар'єрного рифу. Демерсальна, рифова морська тропічна риба, сягає 14 см довжиною. Живе на глибині 5-20 м.